# Оттіньї-Лувен-ла-Нев
Оттіньї-Лувен-ла-Нев (валлон. Ocgniye-Li Noû Lovén) — місто та муніципалітет Валлонії, розташоване в бельгійській провінції Валлонський Брабант. На 1 січня 2006 року загальна кількість населення Оттіньї-Лувен-ла-Нев становила 29 521 чоловік. Загальна площа 32,96 км², що дає щільність населення 896 жителів на км².
Муніципалітет складається з наступних суб-муніципалітетів: Оттіньї, Лувен-ла-Нев, Серу-Мусті та Лімелет. Лувен-ла-Нев (іноді скорочено «LLN») — це нове місто, засноване з 1968 року для розміщення Лувенського університету (UCLouvain), франкомовної частини колишнього Католицького університету Лувена після його відділення. з голландськомовної частини, яка залишилася в стародавньому місті Лувен (Льовен).

## Науковий парк Лувен-ла-Нев
Науковий парк Лувен-ла-Нев, створений у 1971 році, є першим у своєму роді в Бельгії та найбільшим у Валлонії (франкомовна частина Бельгії). Він охоплює 231 гектар площі, та поширений на території міста Оттіньї-Лувен-ла-Нев і муніципалітету Мон-Сен-Гібер за 30 км від Брюсселя.

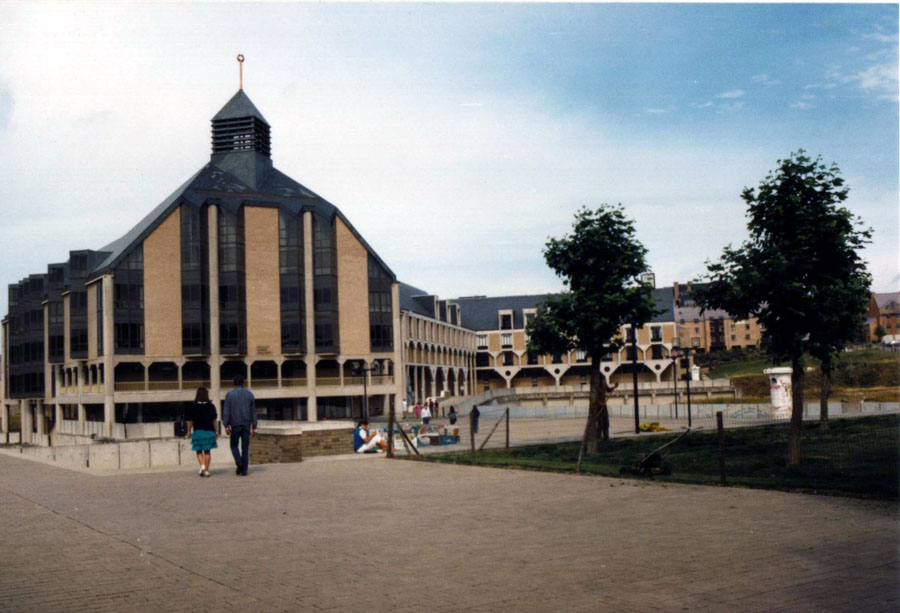
Теологічний факультет Лувенського католицького університету
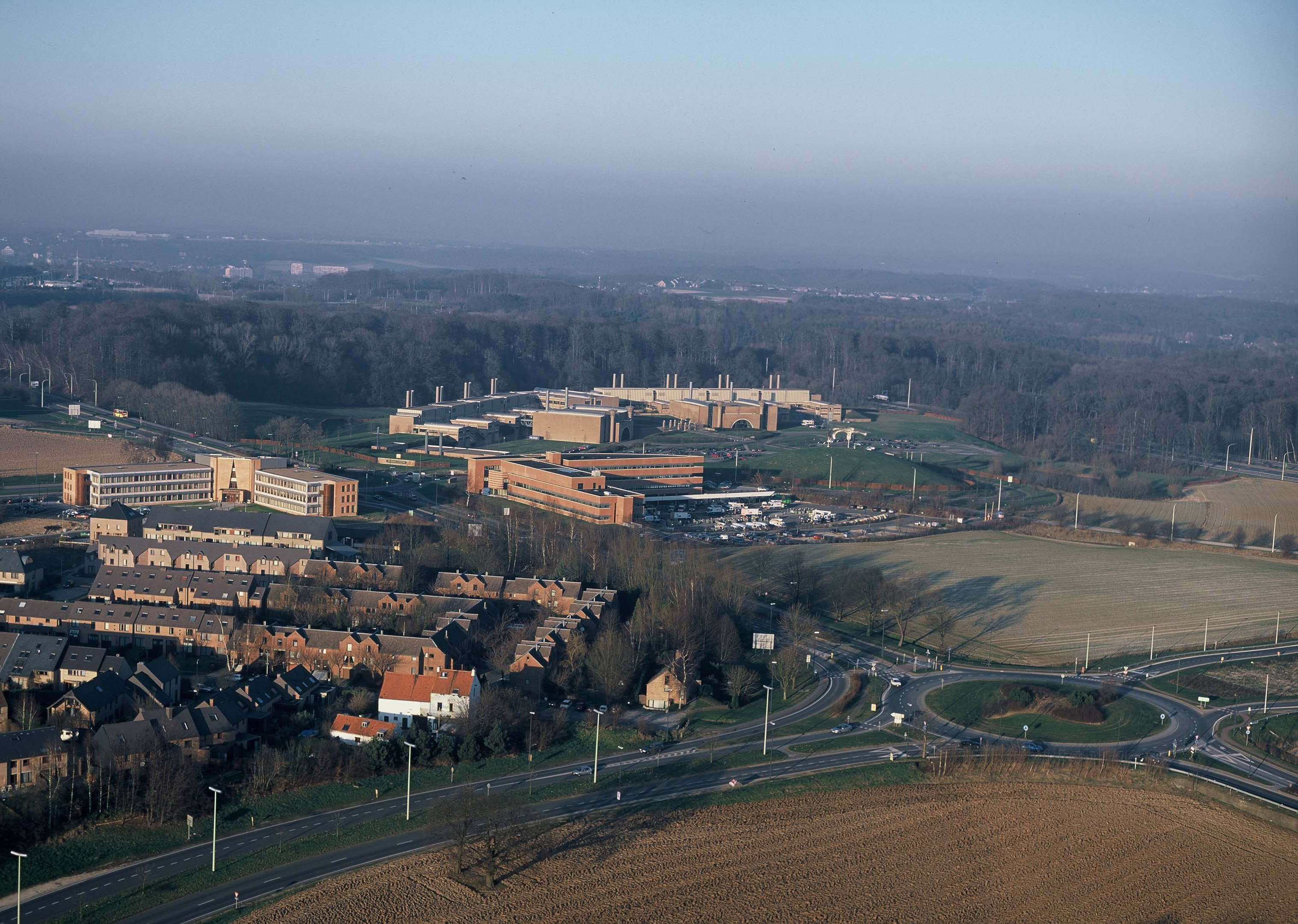
Науковий парк Лувен-ла-Нев